# Moulin de Villeneuve (Bar-sur-Seine)
Ne doit pas être confondu avec le moulin de Bar-sur-Seine.
Le moulin de Villeneuve était situé sur la commune de Bar-sur-Seine dans le département de l'Aube au hameau de Villeneuve.

## Histoire
Il est composé de deux moulins l'un après l'autre sur le cours d'eau : moulin de la Cour, Moulin Bernier. 
Il est antérieur à 1494 mais attesté comme loué à Guillaume de Bourg-st-Pierre et appartenant au roi et devait être à blé et à foulon. Il est mentionné comme fabriquant du papier par Denis Possot en 1536
,.
En 1545, il semble utilisé comme papeterie par Robin et Simon Drodelot qui achetèrent les terres de Gui Vigner et vend du papier à Villeneuve. En février 1605, Jean et Sébastien Gouault louèrent à Joseph Diligent le moulin Bernier, lequel était en ruines et avait demandé quatre années de travaux. Il est exploité par Prudent puis Nicole, Denise tous héritier Diligent. Il est cité comme moulin de la Cour en 1670. Il passe dans la famille Boulard en 1680 qui utilise la marque N.P. et reste dans  cette famille pendant deux cents années avec la marque en cloche en 1746 ; en 1749, le rôle ne montre plus au hameau que la famille Boulard, une maison d'habitation et des moulins. En 1768 et 1770 deux incendies ravagent le moulin et le magasin.

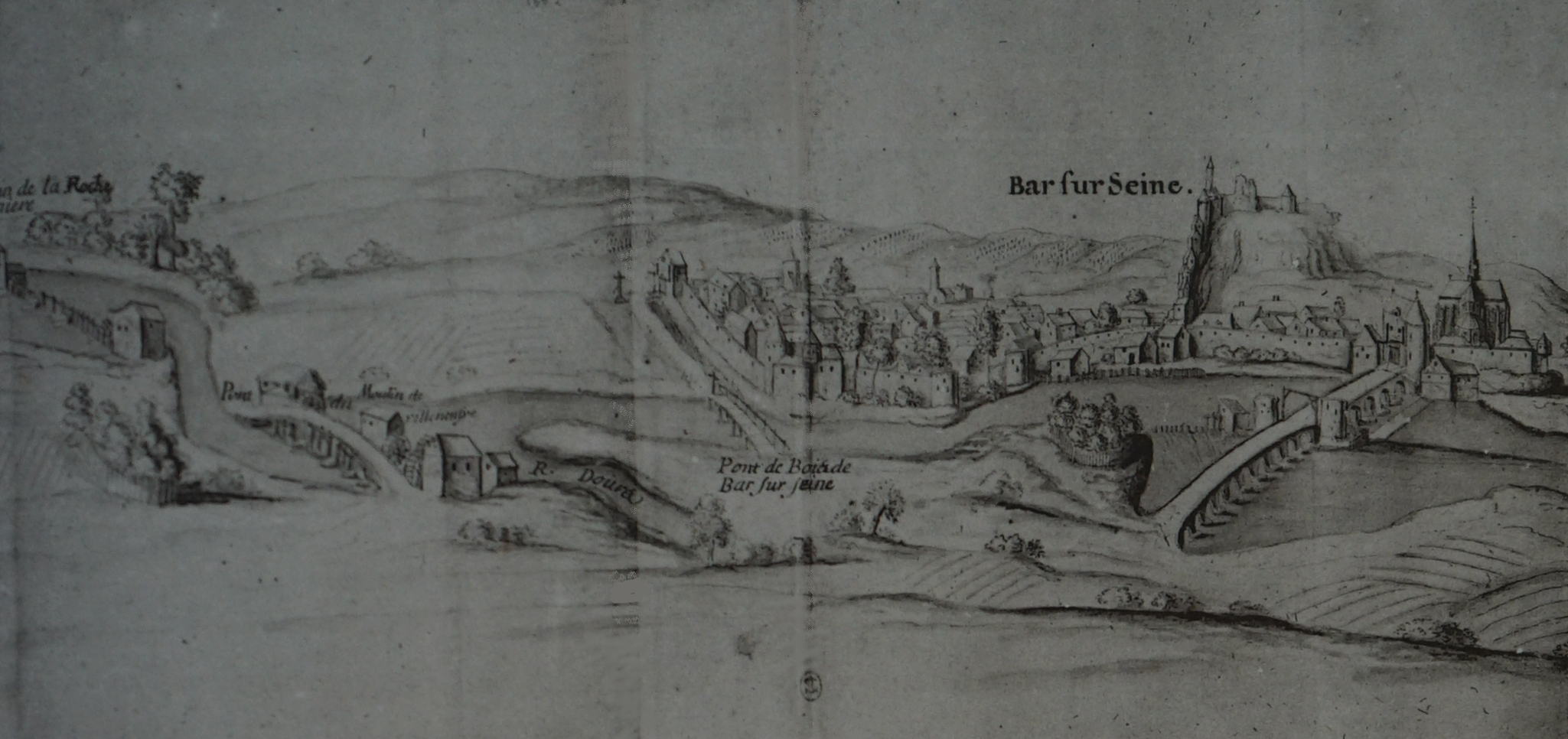
Les moulins sur la Seine.
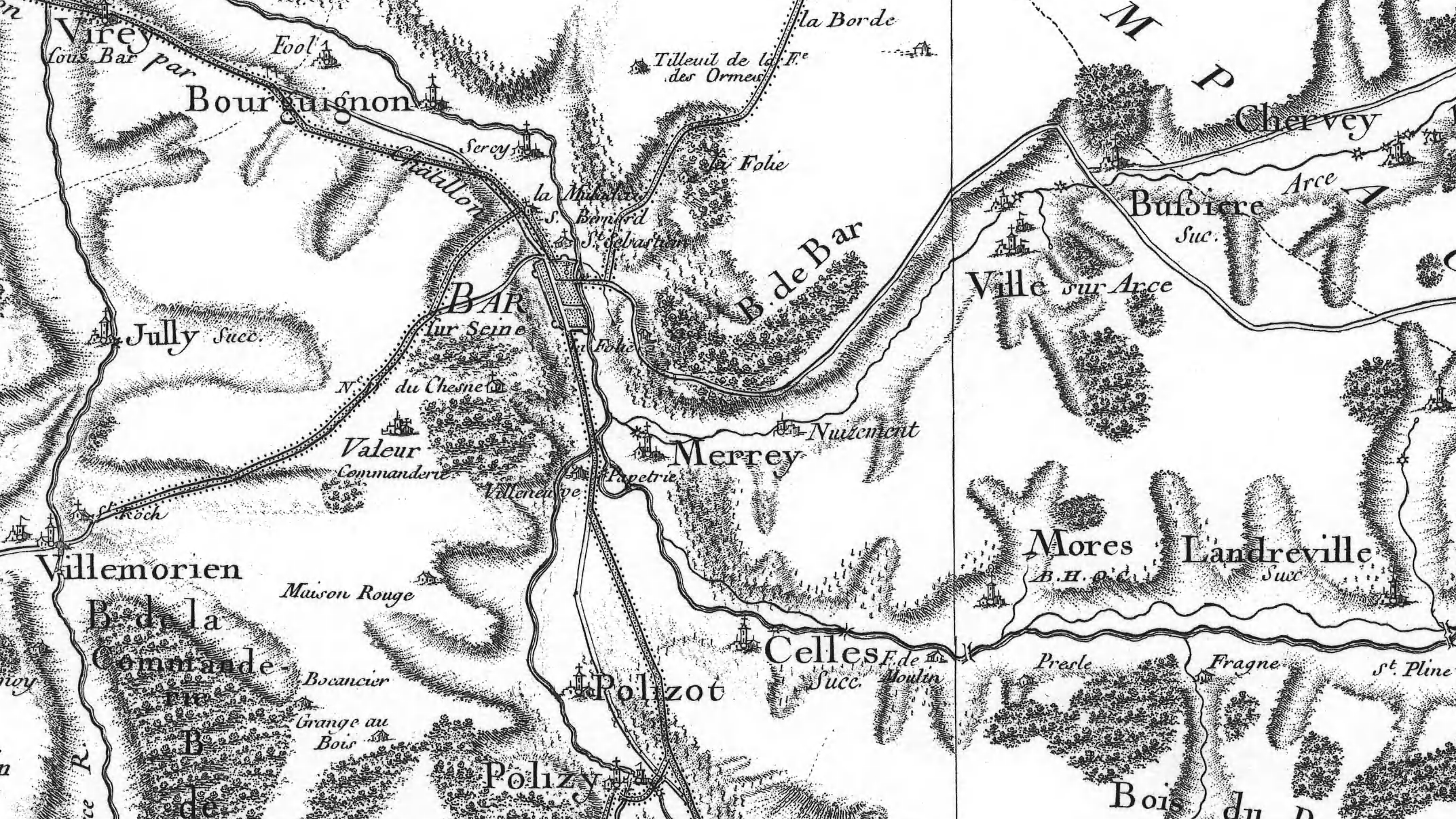
Sur la carte de Cassini du XVIIIe siècle.
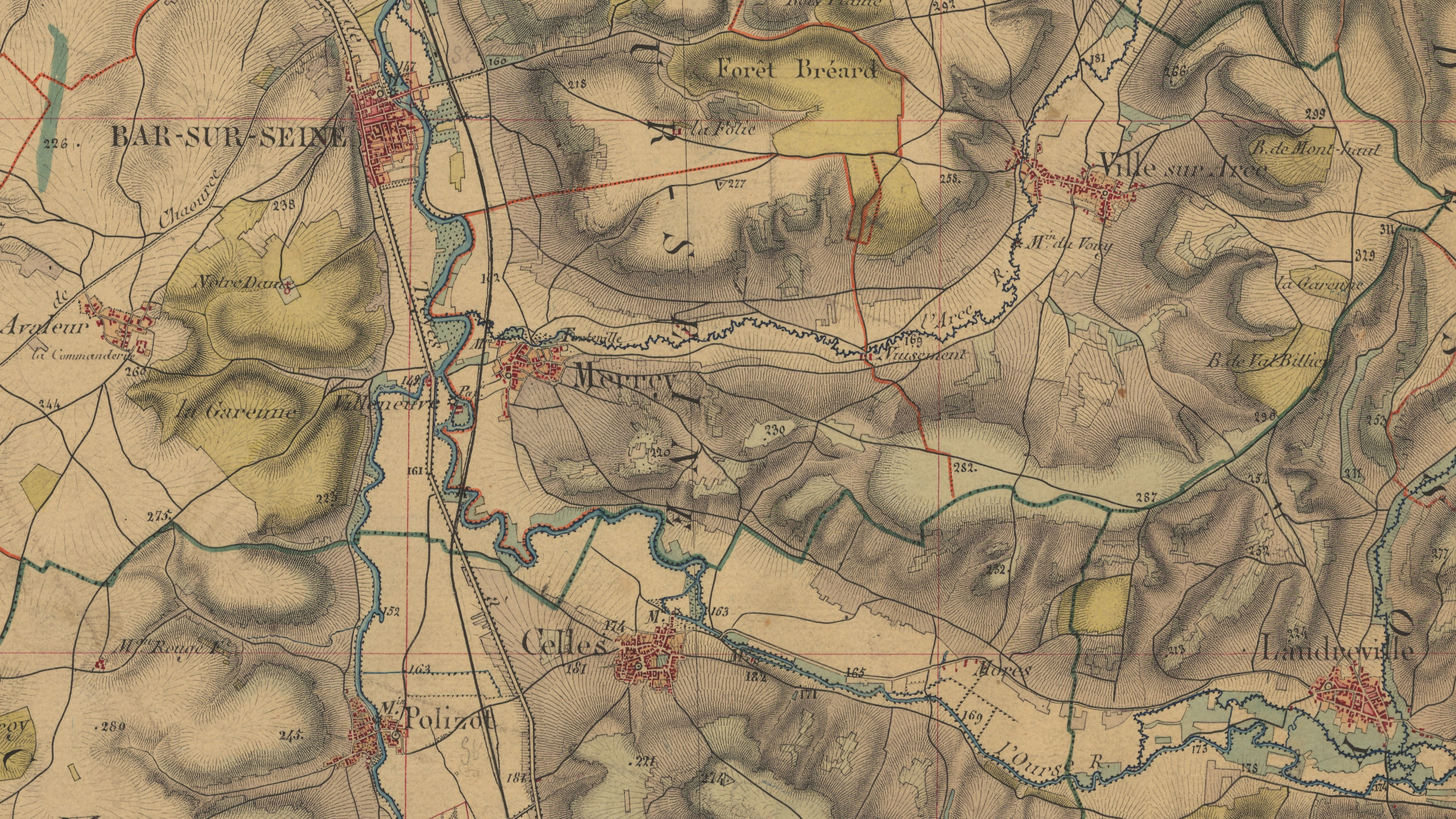
Sur la carte d'État-Major de 1837.

En 1811, la papeterie Boulard emploie vingt-cinq ouvriers qui sont logés, blanchis et ont chacun un jardin ; les hommes sont payés 50 francs par mois alors que les femmes ne reçoivent que 30 frs. Elle vend à Paris, Troyes, Orléans et Châtillon-sur-Seine.
En 1887 la papeterie est achetée par M. Pinson qui est déjà papetier à Chappes ; vendu en 1918 à la Société des Papeteries de Villeneuve qui la vend en 1920 à la Société des Papeteries Navarre dont le siège est au 12 rue de Noailles à Lyon.
Depuis 1965, le bâtiment est utilisé par une société viticole.
Les bâtiments d'habitation de 1874 sont composés d'une maison de maître, d'un pigeonnier, d'une grange, d'une serre qui sont partiellement inscrits en 1994.

## Marques de papetiers

Quelques filigranes utilisés par les Boulard.
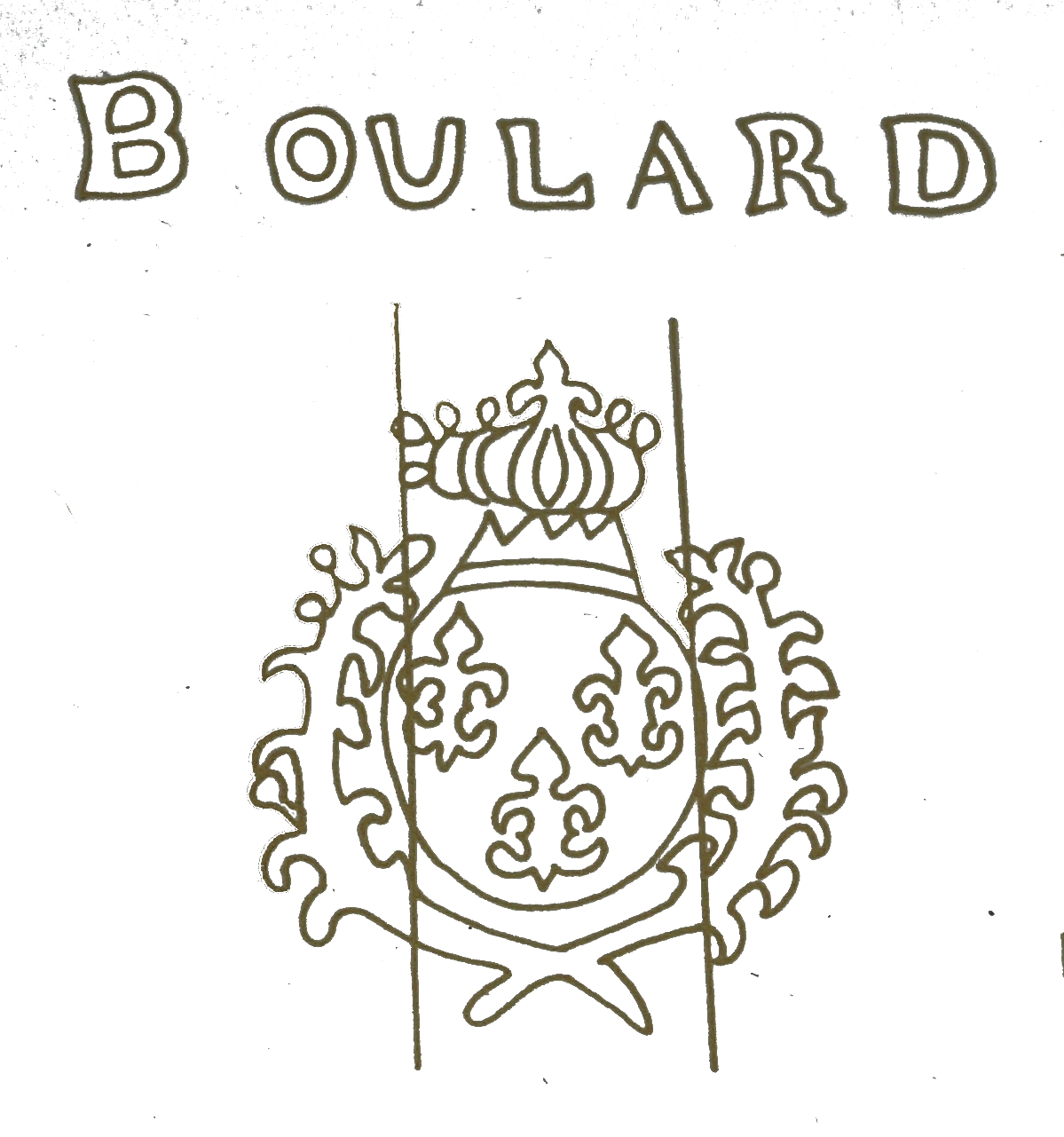
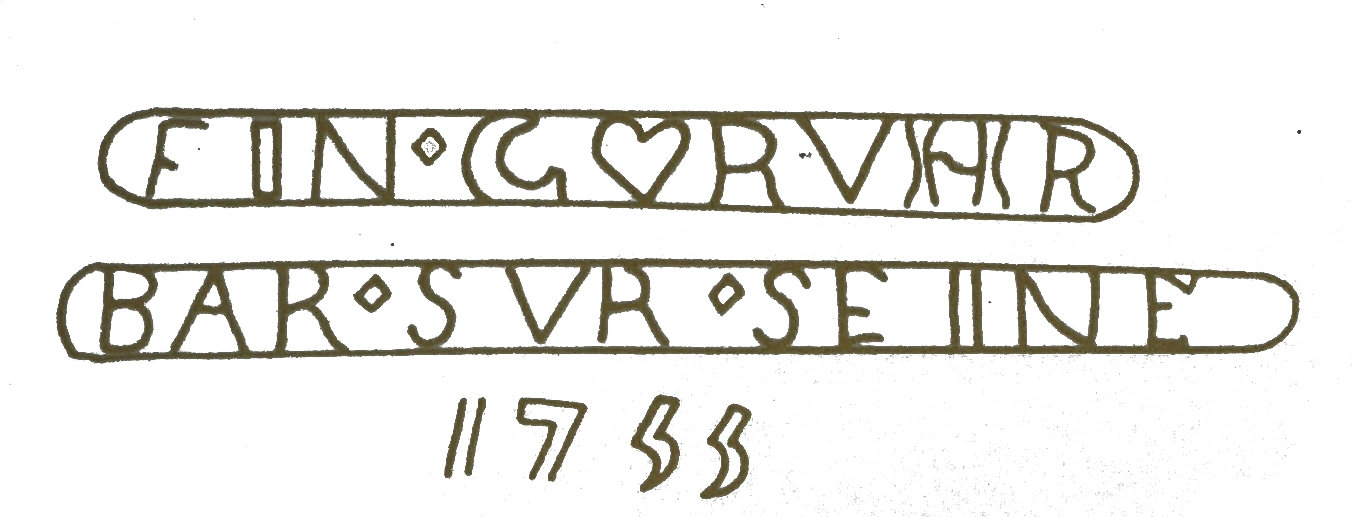
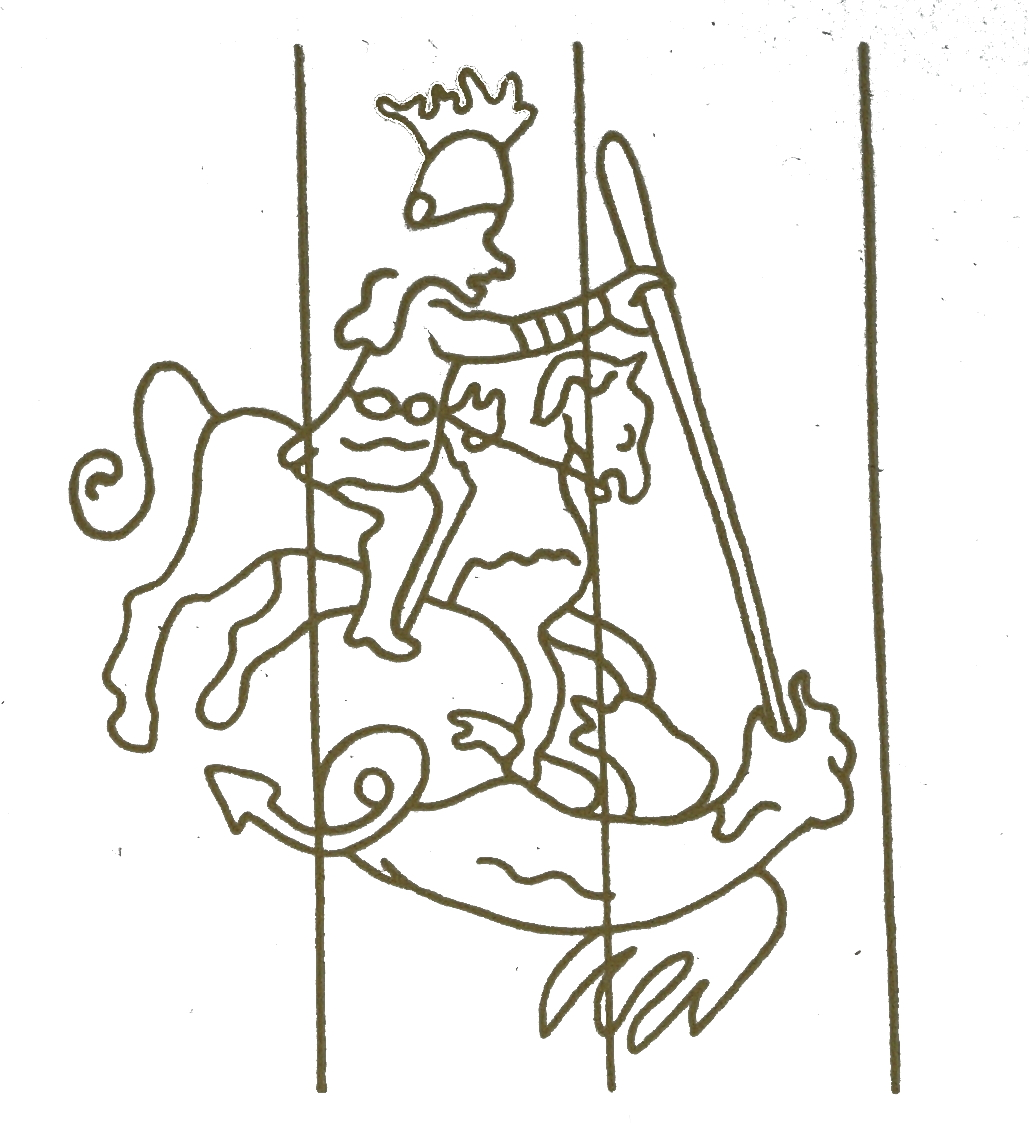
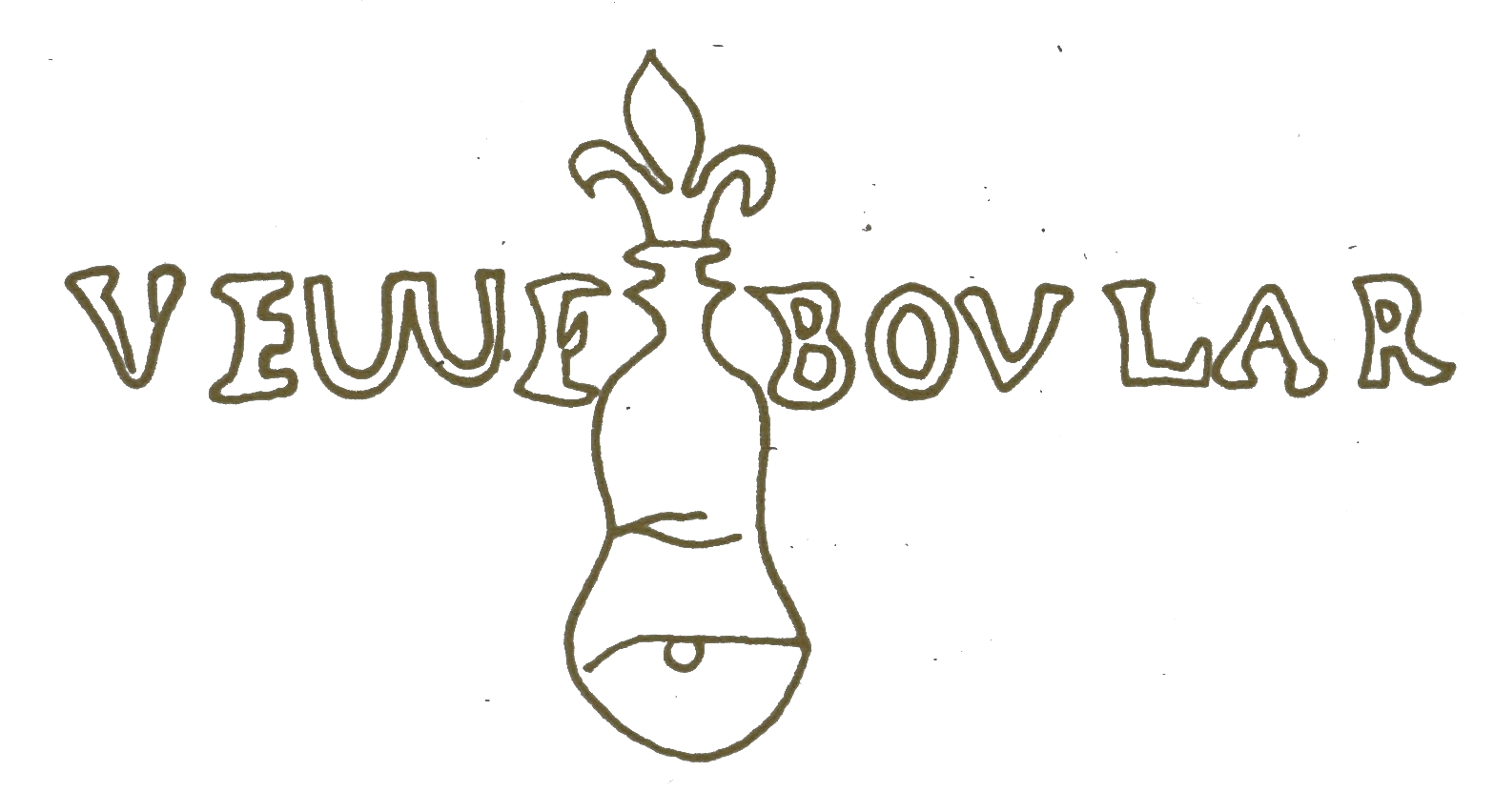
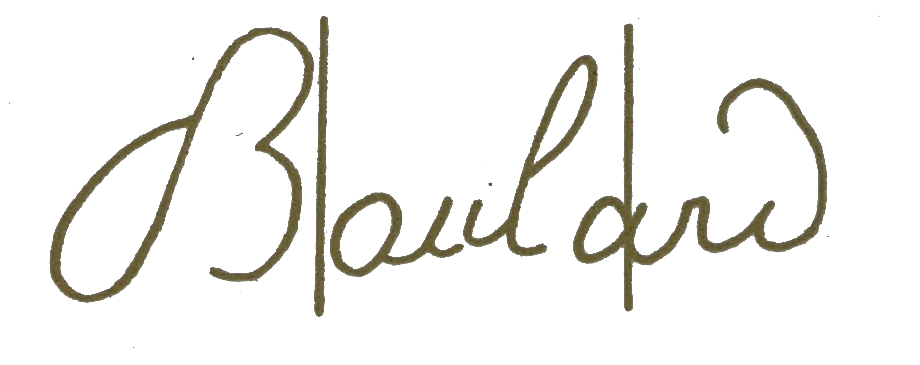